# Faustball-Weltmeisterschaft 2003
| 11. Weltmeisterschaft 2003           | 11. Weltmeisterschaft 2003 |
| Männer                               | Männer                     |
| ------------------------------------ | -------------------------- |
| Anzahl Nationen                      | 10                         |
| Weltmeister                          | Brasilien                  |
| Gastgeber                            | Brasilien                  |
| Stadt                                | Porto Alegre               |
| Austragungsort                       | Sogipa-Stadion             |
| Eröffnung                            | 16. November 2003          |
| Endspiel                             | 23. November 2003          |
| Verband                              | IFA                        |
| Anzahl Spiele                        | 36                         |
| \| ← 10. WM 1999 \| 12. WM 2007 → \| |                            |
| ← 10. WM 1999                        | 12. WM 2007 →              |

Die 11. Faustball-Weltmeisterschaft der Männer fand vom 16. bis zum 23. November 2003 in Porto Alegre (Brasilien) statt. Alle Spiele wurden im Sogipa-Stadion ausgetragen. Brasilien war damit nach 1976 zum zweiten Mal Ausrichter der Faustball-Weltmeisterschaft der Männer.

## Teilnehmer
An dem Turnier sollten zunächst 11 Mannschaften teilnehmen. Titelverteidiger war die Mannschaft Brasiliens.
| 5 aus Europa     | Dänemark    | Deutschland | Italien |
|                  | Österreich  | Schweiz     |         |
| 3 aus Südamerika | Argentinien | Brasilien   | Chile   |
| 2 aus Asien      | Japan       | Indien *    |         |
| 1 aus Afrika     | Namibia     |             |         |

Der indischen Mannschaft wurde angeblich die Einreise nach Brasilien verweigert. Somit nahmen insgesamt 10 Nationen an den Weltmeisterschaften teil.

## Modus
- Die sechs Erstplatzierten der WM 1999 in Olten spielten in der Gruppe A in einer einfachen Runde (jeder spielt einmal gegen jeden) die vier Plätze für das Halbfinale aus.
- Die anderen vier Mannschaften spielten in der Gruppe B in einer doppelten Runde zwei Plätze aus, die für Relegationsspiele gegen den Fünft- und Sechstplatzierten der Gruppe A berechtigten.
- Ab dem Halbfinale wurde in einer K.-o.-Runde (Verlierer scheidet aus) gespielt.[1]

## Vorrunde

### Gruppe A
Spielergebnisse
| 16.11.2003 | Österreich  | - | Namibia     | 2:0 | (20:11, 20:9)         |
| 16.11.2003 | Schweiz     | - | Argentinien | 2:0 | (20:12, 20:15)        |
| 16.11.2003 | Brasilien   | - | Deutschland | 2:1 | (20:12, 18:20, 20:18) |
| 17.11.2003 | Deutschland | - | Argentinien | 2:0 | (20:15, 20:6)         |
| 17.11.2003 | Schweiz     | - | Österreich  | 0:2 | (9:20, 18:20)         |
| 17.11.2003 | Brasilien   | - | Namibia     | 2:0 | (20:6, 20:11)         |
| 18.11.2003 | Schweiz     | - | Namibia     | 2:0 | (20:17, 20:13)        |
| 18.11.2003 | Deutschland | - | Österreich  | 1:2 | (21:19, 10:20, 12:20) |
| 18.11.2003 | Brasilien   | - | Argentinien | 2:0 | (20:14, 20:9)         |
| 19.11.2003 | Österreich  | - | Argentinien | 2:0 | (20:13, 20:8)         |
| 19.11.2003 | Deutschland | - | Namibia     | 2:0 | (20:12, 20:10)        |
| 19.11.2003 | Brasilien   | - | Schweiz     | 2:0 | (20:18, 20:7)         |
| 20.11.2003 | Namibia     | - | Argentinien | 0:2 | (14:20, 16:20)        |
| 20.11.2003 | Deutschland | - | Schweiz     | 1:2 | (20:22, 20:11, 16:20) |
| 20.11.2003 | Brasilien   | - | Österreich  | 0:2 | (20:22, 15:20)        |

### Gruppe B
Spielergebnisse
| 17.11.2003 | Italien  | - | Japan    | 2:0 | (20:8, 20:12)         |
| 17.11.2003 | Chile    | - | Dänemark | 1:2 | (20:16, 14:20, 18:20) |
| 17.11.2003 | Chile    | - | Japan    | 2:1 | (20:11, 20:14)        |
| 18.11.2003 | Italien  | - | Dänemark | 0:2 | (16:20, 20:22)        |
| 19.11.2003 | Dänemark | - | Chile    | 1:2 | (18:20, 20:18, 18:20) |
| 19.11.2003 | Japan    | - | Italien  | 0:2 | (15:20, 11:20)        |
| 19.11.2003 | Japan    | - | Dänemark | 0:2 | (4:20, 16:20)         |
| 19.11.2003 | Italien  | - | Dänemark | 1:2 | (20:14, 11:20, 15:20) |
| 21.11.2003 | Dänemark | - | Italien  | 2:0 | (20:15, 20:17)        |
| 21.11.2003 | Japan    | - | Chile    | 0:2 | (11:20, 13:20)        |
| 21.11.2003 | Dänemark | - | Japan    | 0:2 | (17:20, 16:20)        |
| 21.11.2003 | Italien  | - | Chile    | 1:2 | (20:15, 21:23, 18:20) |

## Qualifikationsspiele für das Spiel um Platz 5
Der Erst- und Zweitplatzierte der Gruppe B spielten gegen den Fünft- und Sechstplatzierten der Gruppe A eine Zwischenqualifikation für das Spiel um Platz 5.
| 22. November 2003 | Argentinien | – | Chile    | 2:0 | (20:10, 20:15) |
| 22. November 2003 | Namibia     | – | Dänemark | 0:2 | (11:20, 12:20) |

## Halbfinale
| 22. November 2003 | Österreich | – | Deutschland | 0:2 | (13:20, 20:22) |
| 22. November 2003 | Brasilien  | – | Schweiz     | 2:0 | (20:13, 20:17) |

## Platzierungsspiele
| Spiel um Platz 9  | Spiel um Platz 9 | Spiel um Platz 9 | Spiel um Platz 9 | Spiel um Platz 9 | Spiel um Platz 9      |
| ----------------- | ---------------- | ---------------- | ---------------- | ---------------- | --------------------- |
| 22. November 2003 | Italien          | –                | Japan            | 2:0              | (20:12, 20:15)        |
| Spiel um Platz 7  |                  |                  |                  |                  |                       |
| 22. November 2003 | Chile            | –                | Namibia          | 1:2              | (19:21, 20:17, 19:21) |
| Spiel um Platz 5  |                  |                  |                  |                  |                       |
| 23. November 2003 | Argentinien      | –                | Dänemark         | 2:0              | (21:19, 20:14)        |
| Spiel um Platz 3  |                  |                  |                  |                  |                       |
| 23. November 2003 | Österreich       | –                | Schweiz          | 2:0              | (21:19, 20:12)        |
| Finale            |                  |                  |                  |                  |                       |
| 23. November 2003 | Deutschland      | –                | Brasilien        | 0:3              | (12:20, 13:20, 8:20)  |

## Schiedsrichter
Bei der Weltmeisterschaft in Porto Alegre waren sechs Schiedsrichter aus fünf Ländern im Einsatz.
| Name              | Land        | Einsätze                                                         | Einsätze                     | Einsätze                    |
| Name              | Land        | Vorrunde                                                         | Qualifikation und Halbfinale | Finalspiele                 |
| ----------------- | ----------- | ---------------------------------------------------------------- | ---------------------------- | --------------------------- |
| Mario Lancioni    | Deutschland | A: SUI-AUT A: BRA – ARG A: BRA – AUT B: ITA – JAP B: JAP – ITA   |                              | P7: CHL – NAM P3: AUT – SUI |
| Karl Hinterreiter | Österreich  | A: GER – ARG A: BRA – NAM A: BRA – SUI A: NAM – ARG B: DEN – JAP | HF: BRA – SUI                |                             |
| Hans Hunn         | Schweiz     | A: BRA – GER A: GER – AUT A: GER – NAM B: CHL – JAP B: JAP – CHL | Q: ARG – CHL                 | F: BRA – GER                |
| Felix Mauro       | Brasilien   | A: SUI – ARG A: SUI – NAM A: AUT – ARG A: GER – SUI              | HF: AUT – GER                | P5: ARG – DEN               |
| Dalton Grande     | Brasilien   | B: CHL – DEN B: DEN – CHL B: CHL – DEN B: ITA – CHL              |                              | P9: ITA – JAP               |
| Alfredo Thiesing  | Argentinien | A: AUT – NAM B: ITA – DEN B: JAP – DEN B: DEN – ITA              | Q: NAM – DEN                 |                             |

Linienrichter zur Unterstützung waren:
- Paulo Farias  Brasilien
- Eduardo Schulz  Brasilien
- Christian Kloos  Argentinien

## Platzierungen
| Rang | Land        |
| ---- | ----------- |
| 1.   | Brasilien   |
| 2.   | Deutschland |
| 3.   | Österreich  |
| 4.   | Schweiz     |
| 5.   | Argentinien |
| 6.   | Dänemark    |
| 7.   | Namibia     |
| 8.   | Chile       |
| 9.   | Italien     |
| 10.  | Japan       |